# Chocoladesiroop

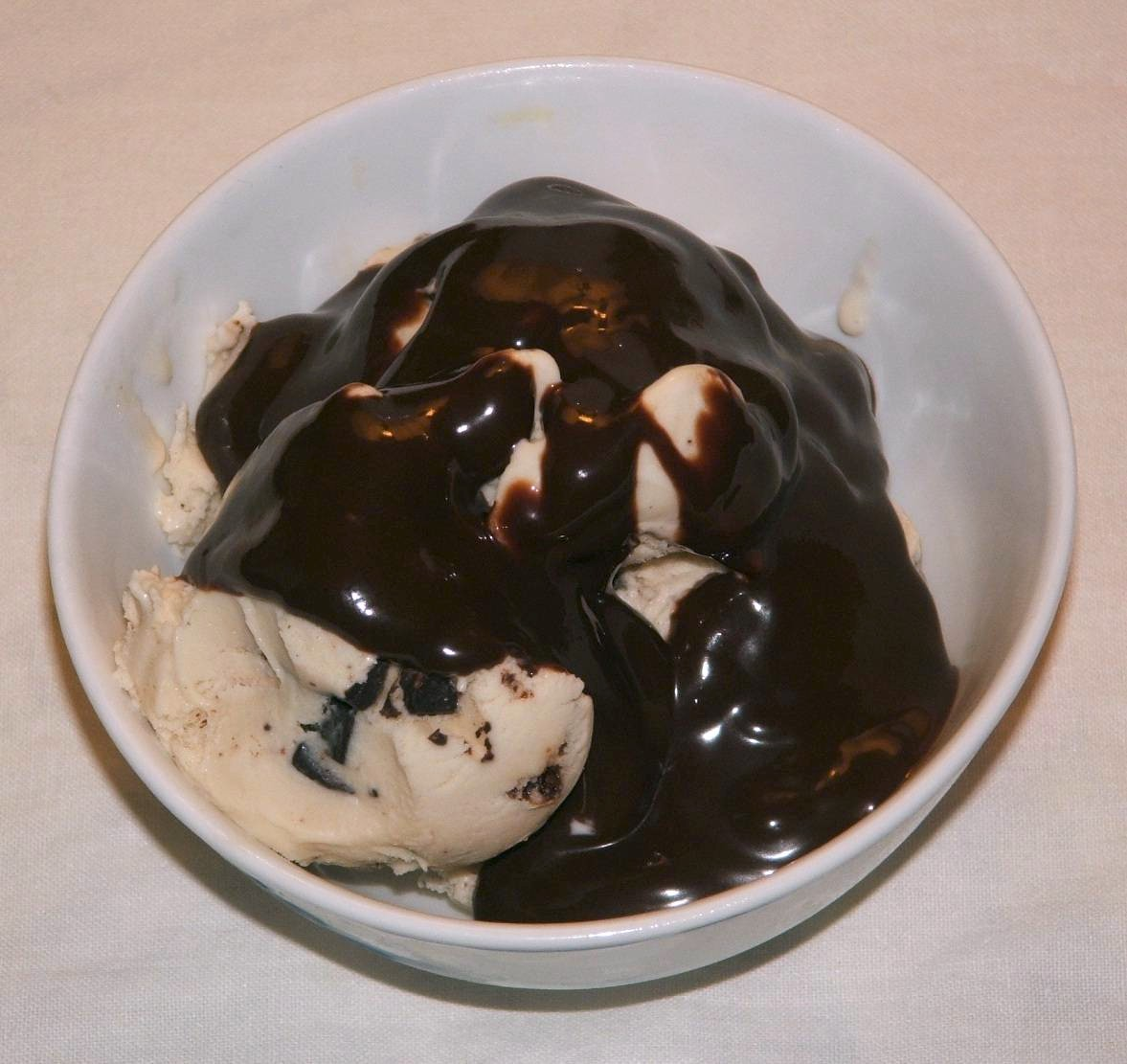
Chocoladesiroop op ijs

Chocoladesiroop is een gearomatiseerde vorm van chocolade. Het wordt vaak gebruikt als een topping voor diverse desserten, zoals ijs of gemengd met melk voor chocolademelk. Chocolade siroop wordt ook bekroond op een pudding.

## Basisingrediënten
Een zeer eenvoudige chocoladesiroop kan worden gemaakt van ongezoet cacaopoeder, suiker en water. Recepten kunnen ook andere ingrediënten zoals maïssiroop, mout en smaakstoffen als vanille-extract bevatten.

## Andere toepassingen
Chocoladesiroop werd vaak gebruikt in zwart-witfilms voor een simulatie van bloed, want het was veilig voor de uitvoerders om in te slikken, makkelijk om uit de kleren te wassen en goedkoop om te kopen. Het werd gebruikt in vele films, waaronder The Wasp Woman en Psycho.